# Gabriel García Moreno
(Ultime parole di Gabriel García Moreno, rivolto ai sicari della Massoneria che gli avevano sparato gridando "Muori, carnefice della libertà!")
Gabriel Gregorio García y Moreno y Morán de Buitrón (Guayaquil, 24 dicembre 1821 – Quito, 6 agosto 1875) è stato un politico e statista ecuadoriano, eletto due volte presidente dell'Ecuador (1859-1865 e 1869-1875). Fu assassinato il 6 agosto 1875, durante il suo secondo mandato, per mano dei sicari della Massoneria.
È ricordato per il suo conservatorismo, la sua prospettiva di fede solidamente allineata con la tradizione della Chiesa cattolica e per la sua rivalità con il liberale Eloy Alfaro. Sotto la sua amministrazione, l'Ecuador divenne la nazione leader nel campo della scienza e dell'educazione superiore nell'ambito dell'America Latina.

## Biografia
Gabriel García Moreno nasce nel 1821, figlio di Gabriel García y Gómez, un mercante spagnolo della vecchia Castiglia emigrato in America a cercar fortuna, e di María de las Mercedes Moreno y Morán de Buitrón, discendente di una facoltosa famiglia aristocratica spagnola di Guayaquil. Fra i suoi parenti si annoverano José de la Cruz Ignacio Moreno y Maisonave, arcivescovo di Toledo e cardinale, primate di Spagna e suo fratello Teodoro Moreno y Maisonave, conte di Moreno e giudice della Corte Suprema spagnola.
Gabriel dimostra precoce attitudine per gli studi di ogni tipo. Provvisto di una intelligenza di tipo eclettico, si interessa di tutto, mostrando particolare predilezione per le scienze matematiche e naturali. L’educazione religiosa di stampo tradizionale che gli viene impartita in famiglia ne tempra il carattere, dandogli quella risolutezza di determinazioni che verrà ricordata come la caratteristica principale della sua personalità.
García Moreno studia teologia e giurisprudenza all'università di Quito. Pensando di avere una vocazione per il sacerdozio, riceve gli ordini minori e la tonsura, ma i suoi amici più stretti e i suoi stessi interessi lo convincono a intraprendere una carriera non religiosa. Laureatosi nel 1844, esercita l'avvocatura e diviene anche giornalista (opponendosi al governo liberale in carica), ma non abbandona la naturale curiosità per le scienze, che lo porta a pericolose spedizioni all’interno del vulcano Pichincha, a quel tempo attivo.
L’attività di avvocato non gli risulta molto redditizia, in quanto Gabriel rifiuta di assumere il patrocinio di clienti della cui innocenza non è assolutamente sicuro. Né, del resto, ha molto tempo da dedicare alla professione, data la sua dura opposizione al governo. Nel 1845 si trova a prender parte a un’insurrezione armata contro il governo di Juan José Florés. Il colpo di mano riesce, costringendo Florés all’esilio. Tuttavia il successore, Vicente Ramon Roca, apre subito un periodo di malgoverno non dissimile dal precedente. Contro di lui García prende la penna e fonda un foglio satirico antigovernativo, "La frusta".
In breve tempo attorno al giornale si stringe tutta l’opposizione del paese, cosa che costringe Roca a scendere a patti. A ciò si aggiunge anche la notizia che il deposto presidente sta tramando in Europa per tornare in Ecuador con l'aiuto di milizie armate. García Moreno accetta la tregua proposta da Roca e parte, provvisto di un incarico diplomatico, per un viaggio nei paesi confinanti, ove intavola trattative con i sostenitori di Florés. Costui però non riesce a trovare i fondi necessari per la progettata spedizione.
Cessato il pericolo di un’invasione straniera, García Moreno rompe la tregua con Roca pubblicando un altro giornale, "El diablo".
Non passa però molto tempo che la situazione comincia a farsi pericolosa, essendo Roca deciso a farla finita una volta per tutte col giovane polemista. Prima di fuggire in Europa riesce, grazie ad una infiammata campagna che trova il sostegno dell’opinione pubblica, a ottenere il permesso d’asilo in Ecuador per i Gesuiti espulsi dalla Nuova Granada.
Nel 1849 intraprende un viaggio di due anni in Europa, anche per constatare in prima persona gli effetti della rivoluzione del 1848.
Al suo ritorno trova che un ennesimo colpo di stato ha portato al potere José María Urbina, secondo alcuni affiliato alla Massoneria. Questi, come primo atto del suo governo, espelle la Compagnia di Gesù dall’Ecuador. Ancora una volta García Moreno fonda un giornale, "La Nacion", ma viene immediatamente arrestato. In prigione ci resta tuttavia poco tempo: riesce ad evadere nottetempo e a darsi alla latitanza. Durante la sua assenza, l’opposizione lo candida senatore e riesce a farlo eleggere. Nonostante l'elezione, l'incolumità di Moreno è nuovamente a rischio: questa volta è l’esilio in Perù.

Da Lima García Moreno si imbarca per Parigi. Ci resterà due anni, dal 1854 al 1856. A Parigi, familiarizza col pensiero politico cattolico che troverà di lì a poco espressione nel "Sillabo". Louis Veulliot descrive l'importanza di questi viaggi per García Moreno:
Nel frattempo in Ecuador Urbina rinnova con maggior virulenza la politica anticattolica. Il malcontento montante fa tuttavia intuire al Presidente in carica che è giunto il momento di uscire temporaneamente dalla scena politica attiva, infatti nel 1856 fa eleggere al suo posto Francisco Robles. Per pacificare gli animi viene concessa un’ampia amnistia. Così García Moreno può tornare in patria.
Le elezioni del 1857 lo vedono senatore e capo dell’opposizione. Ancora una volta fonda un giornale, "L’Unione Nazionale", sul quale vengono quotidianamente pubblicati gli atti parlamentari, in modo che la popolazione possa sapere quel che viene deciso in seno allo stato. Accetta anche la carica di Rettore dell’Università Centrale di Quito. Arriva a proporre vanamente in Parlamento la chiusura delle logge massoniche, secondo lui la fucina dei movimenti rivoluzionari che interessavano l'Ecuador e tutta l'America Latina. L’unico successo lo ottiene nel far abolire l’imposta di capitazione che gravava sugli indios locali, imposta che stremava quella gente (che per di più viveva in condizioni di estrema indigenza ed era esclusa da ogni impiego pubblico).
Prendendo spunto da una disputa territoriale col vicino Perù, Urbina trova il modo di far imporre la legge marziale; ma scoppia una rivolta, di cui uno dei capi è appunto García Moreno. Per qualche mese don Gabriel vive fra battaglie, agguati, fughe e assedi. La sorte tuttavia è sfavorevole agli insorti e una volta in più García Moreno deve fuggire.
Rimasti padroni della situazione, nello schieramento liberale si accende una lotta tra fazioni, da cui emerge un "uomo nuovo", Guillermo Franco, che riesce a prendere in pugno la situazione grazie all’appoggio militare del Perù (cui ha promesso alcuni compensi territoriali).
Questo dà nuovo slancio alla resistenza conservatrice che reclama García Moreno alla sua testa. È la guerra civile. Da una parte è García Moreno, coi conservatori; dall’altra, Franco, i liberali e l’esercito, con l’appoggio del Perù.
Per far cessare lo scontro invano García Moreno propone a Franco l’esilio per entrambi; la lotta continua, ma alla fine la vittoria arride definitivamente agli insorti. Il 24 settembre 1860 Franco è battuto a Guayaquil. Viene approvata la richiesta di García Moreno di consacrare la costituzione di un governo provvisorio eletto a suffragio universale. Non è inopportuno a questo punto ricordare che il voto ad ogni cittadino (indios compresi) che avesse compiuto i ventun anni e sapesse leggere e scrivere era per quell’epoca un fatto veramente straordinario.
Nel 1861 l’Ecuador si dà un Presidente della Repubblica cattolico, per un mandato quadriennale, il cui motto sarà: "Libertà per tutto e per tutti, tranne che per il male ed i malfattori".
Il primo problema fondamentale è la spaventosa situazione finanziaria dello stato, che García Moreno affronta attuando una lunga serie di provvedimenti, tra cui si annoverano il taglio drastico delle spese, il licenziamento dei funzionari giudicati disonesti o incapaci e la verifica sistematica di tutti i debiti pubblici, con eliminazione di quelli fraudolentemente contratti. La creazione di una Corte dei Conti davanti alla quale far comparire periodicamente gli agenti del fisco, dichiarati personalmente responsabili, completa l’opera. Del suo assegno presidenziale García Moreno fa il seguente uso: metà lo versa nelle casse dello Stato, l’altra metà va al Fondo per le Opere Caritative. Oltretutto mette in moto una copiosa riduzione degli effettivi dell’esercito – misura che, oltre a ridurre l’aggravio per lo Stato, permette la costituzione di un’armata professionale agile e ben pagata, e la diffusione delle scuole libere e affidate a ordini religiosi, cosa che toglie allo Stato il peso dell’educazione pubblica. Altro sgravio per le finanze statali è ottenuto con l’affidamento ad altri ordini religiosi degli ospedali e delle carceri. Lo Stato si riserva naturalmente il compito dell’alta supervisione e dell’eventuale sostegno, secondo il principio di sussidiarietà.
Nel 1862 García Moreno propone a Pio IX un Concordato, che viene firmato il 26 ottobre 1862 dal cardinal Antonelli. Con esso si ridà al Papa la giurisdizione totale sul clero dell’Ecuador, cosa che contribuisce non poco al ritorno dell’ordine nel paese: la popolazione infatti si era sempre distinta per un forte sentimento cattolico, che spesso i governi liberali avevano cercato di attenuare o addirittura eliminare con provvedimenti più o meno restrittivi nei confronti del clero.
Alla scadenza del mandato presidenziale, la Presidenza passa al moderato Jerónimo Carrión, durante la quale Moreno rinuncia a ogni incarico pubblico e si ritira a vita privata. Intanto Carrión nel giro di pochi mesi opera un provvedimento che annulla le precedenti operazioni di Moreno: il Concordato è abolito, le vecchie leggi ripristinate, i religiosi espulsi. Convinto dagli amici García Moreno si ricandida senatore e viene eletto. Ma la giunta per le Elezioni convalida tutte le nomine, tranne la sua. Intanto il Presidente viene messo in stato d’accusa per malversazione. Si va così a nuove elezioni presidenziali. García Moreno a questo punto opera per far convergere i voti dell’opposizione sul collaboratore Espinosa. La manovra riesce ed Espinosa viene eletto a stretta maggioranza.
Il 13 agosto 1868 un terremoto di inaudite proporzioni, accompagnato da eruzioni vulcaniche, fa strage nella provincia di Ibarra, tagliandola fuori dal resto del paese. Espinosa nomina García Moreno capo militare e civile della provincia, con pieni poteri. Questi immediatamente interviene e in breve tempo riesce a contenere la situazione, cosa che accresce la sua già grande popolarità. Alla vigilia della scadenza elettorale, accetta di ricandidarsi per la presidenza, García Moreno fonda il Partito conservatore. Le elezioni sono un trionfo: García Moreno viene eletto per la seconda volta. È il 1869.
Il suo primo atto è quello di ristabilire il Concordato e di far approvare una nuova Costituzione, che trova un forte appoggio popolare, in quanto improntata ai valori cattolici. Viene concesso inoltre al presidente il diritto di "veto" sulle leggi parlamentari per la durata di una legislatura.
Il 14 dicembre dello stesso anno un attentato contro il Presidente fallisce. Il sicario, reo confesso, per la sua giovane età è graziato e mandato in esilio. Altri nemici personali si aggiungono ai precedenti quando García Moreno fa emanare una legge sul servizio militare.
Fermamente convinto che la moralità sia la spina dorsale di un popolo e che solo il cattolicesimo possa dare unità agli ecuadoregni, García Moreno comincia una vasta opera di riassetto normativo. Per prima cosa introduce nel codice penale sanzioni contro i bestemmiatori. Per gli alcolizzati cronici inaugura un vero e proprio servizio sociale di affidamento e di assistenza. A chi vive in situazioni matrimoniali poco chiare o irregolari viene imposto il matrimonio o la separazione in alternativa. Il Presidente crea in tutto il paese una fitta trama di scuole gratuite e libere. L’istruzione viene dichiarata obbligatoria per tutti fino a dodici anni. Gli adulti che si rifiutano di seguire un corso di istruzione vengono pesantemente multati. Corsi speciali sono istituiti per i carcerati e i militari di truppa. Nascono le prime scuole professionali; il Presidente stesso fonda il Politecnico di Quito, dove vengono attirati scienziati di fama internazionale. Seguono un’Accademia di belle Arti e un Conservatorio.
Un altro vecchio progetto di García Moreno può finalmente vedere la luce: l’Osservatorio Astronomico Internazionale di Quito, da tempo auspicato dagli scienziati di tutto il mondo per la favorevolissima posizione della città. Dopo aver chiesto contributi agli Stati interessati, Francia, Gran Bretagna e Stati Uniti (che però rifiutano di metter mano alla borsa con tergiversazioni varie), i lavori cominciano lo stesso, a totale carico dell’Ecuador. Insomma, in pochi anni il Paese entra di diritto nel novero delle nazioni più moderne.
Notevoli energie vengono anche dedicate alla lotta al pauperismo e all’emarginazione. Nascono orfanotrofi e case di accoglienza per ragazze, in un’epoca in cui miseria e prostituzione vanno di pari passo. Sconti di pena e libertà condizionale vengono promesse ai detenuti che si distinguono negli studi. I vecchi sanatori sono rasi al suolo e sostituiti con moderni ospedali.
Ma l’opera più importante di García Moreno è la costruzione di strade. L’orografia dell’Ecuador è, da questo punto di vista, fra le più infelici: montagne, foreste, paludi e burroni tagliano fuori per mesi, nella stagione delle piogge, intere provincie. Un’imponente rete di vie di comunicazione cambia in breve tempo il volto del paese, avviando uno sviluppo economico che la mancanza di infrastrutture rendeva impensabile.
Le grandi economie sulle spese permettono l’aumento dei salari medi per oltre un terzo nonché la riduzione (quando non l’abolizione) di molte imposte. Con lo sviluppo dell’economia e dei commerci (grazie anche alla nuova viabilità) aumenta il reddito nazionale e, per conseguenza, aumentano le entrate dello Stato.
Personalmente devoto (frequentava la Messa e visitava il Santissimo Sacramento quotidianamente; si comunicava tutte le domeniche, pratiche abbastanza rare prima di papa Pio X), riteneva che il primo dovere dello Stato fosse quello di promuovere e sostenere il Cattolicesimo. La Chiesa e lo Stato erano uniti, ma secondo i termini del nuovo Concordato, il diritto dello Stato di presentare i vescovi ereditato dal "Patronato reale" spagnolo fu abolito. La Costituzione del 1869 fece del Cattolicesimo la religione dello Stato e richiese che sia i candidati sia gli elettori fossero cattolici. Fu l'unico Capo di stato del mondo a protestare per la soppressione dello Stato Pontificio e due anni dopo consacrò l'Ecuador al Sacro Cuore di Gesù. Uno dei suoi biografi scrive che dopo questa consacrazione pubblica, fu condannato a morte dalla Massoneria tedesca.. L'arcivescovo di Quito, José Ignacio Checa, che aveva consacrato il Paese, fu ucciso nella cattedrale della città nel 1877; le specie eucaristiche utilizzate durante la messa del Venerdì Santo erano state avvelenate.
Parte dell'animosità verso García Moreno fu generata dalla sua vicinanza alla Compagnia di Gesù. Durante un periodo di esilio, aiutò un gruppo di gesuiti a trovare rifugio in Ecuador. Quest'azione e molte altre simili lo resero inviso ai partiti anticattolici dell'Ecuador, specialmente alla Massoneria, che lo considerò un nemico inveterato.
Mentre la politica del suo tempo era estremamente contorta e poco chiara, il fatto di essere eletto per un secondo mandato indica chiaramente il suo ascendente sul popolo.
La sua rielezione nel 1875 fu considerata un certificato di morte. Egli scrisse immediatamente a papa Pio IX per richiedere la sua benedizione prima dell'inizio del suo terzo mandato il 30 agosto:
Il pronostico di García Moreno si avverò; fu assassinato all'uscita della Cattedrale di Quito. Crivellato di colpi, al loro grido: «Muori, carnefice della libertà!», egli ebbe ancora la forza di rispondere: «Dios no muere!» (Dio non muore!).
Il 5 agosto, poco prima del suo assassinio, un sacerdote gli aveva fatto visita e l'aveva avvisato, "Siete stato avvisato che la Vostra morte è stata decretata dai massoni; ma non vi è stato detto quando. Ho appena sentito che gli assassini stanno mettendo in opera le loro trame. Per amor di Dio, prendete le Vostre precauzioni!" García Moreno rispose che aveva già ricevuto simili avvertimenti e dopo calma riflessione concluse che l'unica precauzione da prendere era prepararsi ad apparire al cospetto di Dio.
«Pare che fu assassinato da membri di una società segreta» osservava una rivista contemporanea.
Gabriel García Moreno ricevette l'estrema Unzione appena prima di morire e fra i suoi effetti personali aveva una copia dell'Imitazione di Cristo. Papa Pio IX dichiarò che Gabriel García Moreno «morì vittima della Fede e della Carità cristiana per il suo amato paese». Dopo l'assassinio, la sua memoria ha continuato ad essere celebrata in Ecuador, sia come grande patriota ed educatore sia come amico della Chiesa.